# زمین‌لرزه ۱۹۱۴ چین
زمین‌لرزه چین  در تاریخ ۴ اوت ۱۹۱۴ میلادی، برابر با ‎۱۲ مرداد ۱۲۹۳، ساعت ۲۲:۴۱:۳۶ به زمان یوتی‌سی در چین رخ داد. بزرگی آن ۷٫۲ در مقیاس Mw اعلام شده‌است. زمین‌لرزه به وقت محلی در روز چهارشنبه، ساعت ۶ روی داده و منطقه زمانی آن یوتی‌سی +۸ بوده‌است .
سازمان زمین‌شناسی آمریکا نیز جای این زمین‌لرزه را در مختصات ۴۳°۳۰′شمالی ۹۱°۳۰′شرقی / ۴۳٫۵°شمالی ۹۱٫۵°شرقی و بزرگی آنرا برابر با ۷٫۵ در مقیاس ریشتر اعلام کرده‌است. 